# جيلاتين

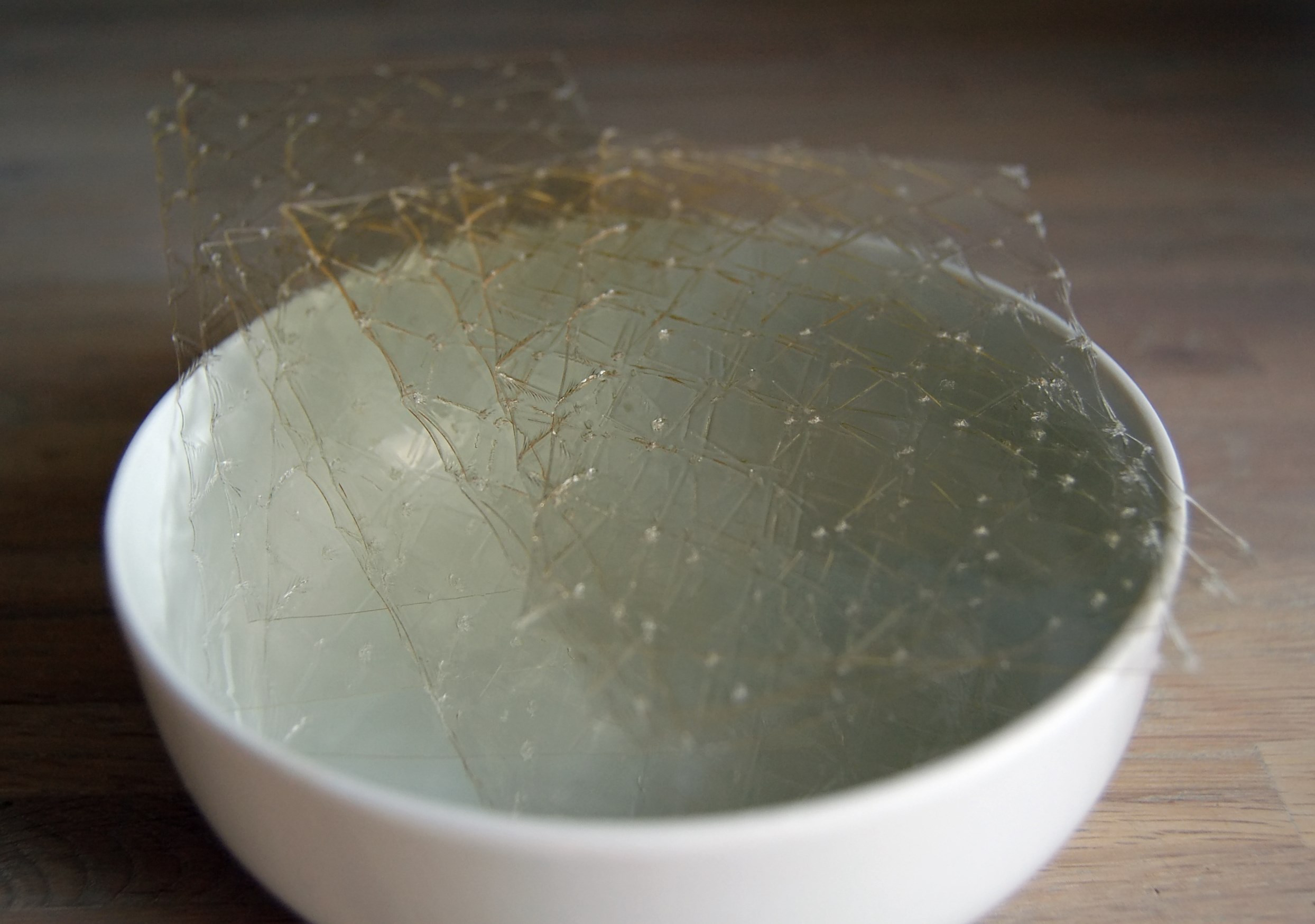
شريحة من الجيلاتين (للطبخ)

الجيلاتين (بالإنجليزية: Gelatin)‏ من اللاتينية: gelatus = القاسية، أو المجمدة هي مادة هلامية شبه صلبة وشفافة وفي بعض اللأحيان تميل للون الأصفر، عديمة الطعم والرائحة موجودة في الحيوانات خاصة جلد الخنزير، وتتكون مع الغلي المستمر لأنسجة حيوانية أو نباتية. ولهذا نجد جيلاتين حيواني يتكون عادة من غلي سيقان الأبقار والمواشي وجلود الخنازير والجيلاتين النباتي يتكون عن طريق غلي بعض الطحالب البحرية. والجيلاتين هو بروتين غير كامل.
.

## التكوين والصفات
يعتبر الجيلاتين واحداً من المكونات الغذائية المهمة والذي يدخل في العديد من الصناعات الغذائيةو الصناعات الدوائية، والجيلاتين عبارة عن بروتين سهل الهضم مشتق بالأساس من بروتين الكولاجين والذي عادةً ما تكون مصادره جلود وعظام الحيوانات (على سبيل المثال رقائق العظام البقرية والجلود الخنزيرية)، كما تم أيضاً إنتاج جيلاتين ذي مصدر سمكي بسبب المخاوف التي طرأت في استخدام الجيلاتين البقري خاصةً بعد تفشي مرض جنون البقر.
يمتاز الجيلاتين بصفات وظيفية متعددة ومهمة فبالإضافة لاعتباره كمصدر بروتيني فإنه يدخل في العديد من الصناعات الغذائية بسبب صفاته الوظيفية ومن هذه الصفات:
1. قابلية عالية للارتباط بالماء
2. قابلية الاستحلاب
3. قابلية تكوين الرغوة
4. عامل مثخن
5. قابلية إعطاء اللزوجة
6. قابلية إعطاء المرونة (الليونة)
7. القابلية على تكوين طبقة تحيط بالمادة الغذائية
8. عامل شد بالمنتج الغذائي

## انتاجه وتصنيعه
كمية الإنتاج العالمي من الجيلاتين حوالي 300,000 طن سنويا (حوالي £ 600,000,000) قريبا مماثلة لتلك التي من مادة الكولاجين الأم
يتم إنتاج (تصنيع) الجيلاتين بواسطة إجراء عملية تحلل مائي مسيطر عليه (Controlled Hydrolysis) للكولاجين القابل للذوبان بالماء حيث عادةً ما تستخدم في تصنيع الجيلاتين مواد أولية مثل عظام الماشية وجلود الخنازير لاحتوائها على كميات كبيرة من الكولاجين. على نطاق تجاري، يكون الجيلاتين المنتج الثانوي لصناعة اللحوم والجلود الحيوانية والأسماك
.
تشمل عملية تصنيع الجيلاتين ثلاث خطوات رئيسية:

### الخطوة الأولى
تتضمن إزالة المواد الكولاجينية من المادة الأولية

### الخطوة الثانية
يتبعها الخطوة الثانية التي تتم عندها إجراء عملية التحلل المائي المسيطر عليه لتحويل الكولاجين إلى جيلاتين

### الخطوة الثالثة
في حين تشتمل الخطوة الثالثة عملية استرداد وتجفيف للمنتج النهائي.
تمر عملية استخلاص الجيلاتين من خزين الكولاجين بسلسلة من العمليات المترابطة تشتمل على معاملات حامضية وقاعدية، إضافة لعمليات الاستخلاص بالبخار عالي الضغط.
إن عملية تصنيع الجيلاتين من الكولاجين بواسطة الـ Alkaline Procedure هي الأكثر استخداماً بالأنظمة التجارية للتصنيع والتي تتم باستخدام محلول مشبع من هيدروكسيد الكالسيوم والتي تتسبب في إنتاج مركبات غير كولاجينية مثل الكيراتين والجلوبيولين والميوكو بولي سكرا يد والايلاستين والميوسينات والالبومينات إضافة لتحول قسم من الدهون إلى مركبات قطبية والتي يمكن إزالتها بسهولة بالغسل.
بعد تكليس الجلود باستخدام هيدروكسيد الكالسيوم سوف تنتفخ ألياف الكولاجين ويقل الالتحام الداخلي لتلك الألياف، بعدها يتم غسل ومعادلة الكولاجين باستخدام ماء بارد جاري ولمدة يوم إلى يومين ثم يتم خفض الأس الهيدروجيني (pH) للكولاجين ويتم إزالة الكلس بالغسل وباستخدام حمض الهيدروكلوريك وحامض الكبرتيك حتى يصبح الكولاجين ليناً.
وعند هذه المرحلة وبعد إضافة الحوامض فإن الكولاجين يجب أن يكون على أس هيدروجيني (pH) ما بين 5,0 - 8,0حينها يكون جاهزا للاستخلاص.

## استخلاص الجيلاتين
أما عملية الاستخلاص فإنها تبدأ باستخدام درجة حرارة 54-60 م ولمدة 3-5 ساعة وتستمر حتى الغليان حيث أن النوعية الأفضل للمنتج يتم الحصول عليها عند استخدام درجات حرارة استخلاص منخفضة في حيث تكون كمية الناتج أكبر عند درجات حرارة استخلاص عالية.
إن المستخلص (ناتج الاستخلاص) السائل يحتاج للفلترة لإزالة الحبيبات الصغيرة المتواجدة في سائل الاستخلاص كما يتم في بعض الأحيان استخدام الكربون المنشط لإزالة الصبغات (أو الألوان) المتواجدة في محلول الجيلاتين.
يتم بعدها تركيز المنتج باستخدام درجات الحرارة العالية حيث يتم استخدام التبخير بالضغط باستخدام أوعية أو أحواض مناسبة لهذا الغرض، يتم بعدها تجفيف المنتج (الجيلاتين) بأحد هذه الطرق الثلاث:
2- استخدام اسطوانة التجفيف
3- التجفيف بالرذاذ
أما عملية تصنيع الجيلاتين من الكولاجين بواسطة Acid Procedure فإنها عادةً ما تستخدم على الجلود ذات المصدر الخنزيري وعلى العظام، حيث يتم أولاً غسل جلود الخنزير لإزالة الأملاح من تلك الجلود إضافة لإزالة الدم وبقايا المواد غير المرغوب بها.
وبسبب احتواء جلود الخنزير على نسبة دهون تقدر بـ %8-15، لذا فيتم إزالتها قبل عملية الاستخلاص الحامضي ويتم ذلك بالتسخين باستخدام الماء الحار 55-60 م بعدها يتم المزج والتحريك لمدة 4-6 ساعة يليها الغسل بدرجة حرارية من 40-55 م.
بعد الغسل وإزالة الدهون يتم تنقيع الجلود في حامض غير عضوي وبتركيز %5 وباستخدام حامض الهيدروكلوريك أو السلفوريك أو حامض الفوسفوريك وعلى أس هيدروجيني حوالي ِب 4 مما يجعل الكولاجين ينتفخ ويصبح بشكل ذائب.
بعد 10-72 ساعة من التنقيع يتم التخلص من الحامض ويغسل الكولاجين برفع الأس الهيدروجيني للجلد إلى حوالي 4 إلى 5 وعند هذا أل ِب فإن الكولاجين يبقى بشكل منتفخ.
بعد المعاملة بالحامض فإن الكولاجين يتم استخلاصه بدرجة حرارة منخفضة أولية مقارنة بالجلود البقرية وغالباً ما تكون الطريقة مشابهة للمعاملة بالقاعدة وبالرغم من ذلك فإن الجيلاتين المنتج من جلود الخنزير يكون ذات قوة أعلى وذات لون وصفاء أفضل مقارنة بالجيلاتين المنتج من جلود الماشية وباستخدام المعاملة القاعدية.
ومن الواجب الإشارة إلى أن عملية تصنيع الجيلاتين بالطريقة الحامضية أو القاعدية سوف ينتج عنها نوعان أو صنفان مختلفان من الجيلاتين واعتماداً على الطريقة المستخدمة، إحداهما درجة أولى وتسمى تكون فيها الحالة الجزيئية غير محطمة في حين الثانية Class أو النوع B والتي يتم فيها الاستخلاص باستخدام طرق خشنة، وتبعاً لذلك فإن الأوزان الجزيئية الناتجة بعد الاستخلاص تكون متباينة وذات صفات متغايرة.
ولكن وعلى الرغم من ذلك فإن كلا النوعين من الجيلاتين يكونان ذائبين ولهما القابلية لتكوين الهلام (Gel) عند تبريد المحلول الساخن الحاوي عليه لذا فبالإمكان استخدامهما في الصناعات على اختلاف أنواعها.

## استخدامات الجيلاتين المختلفة

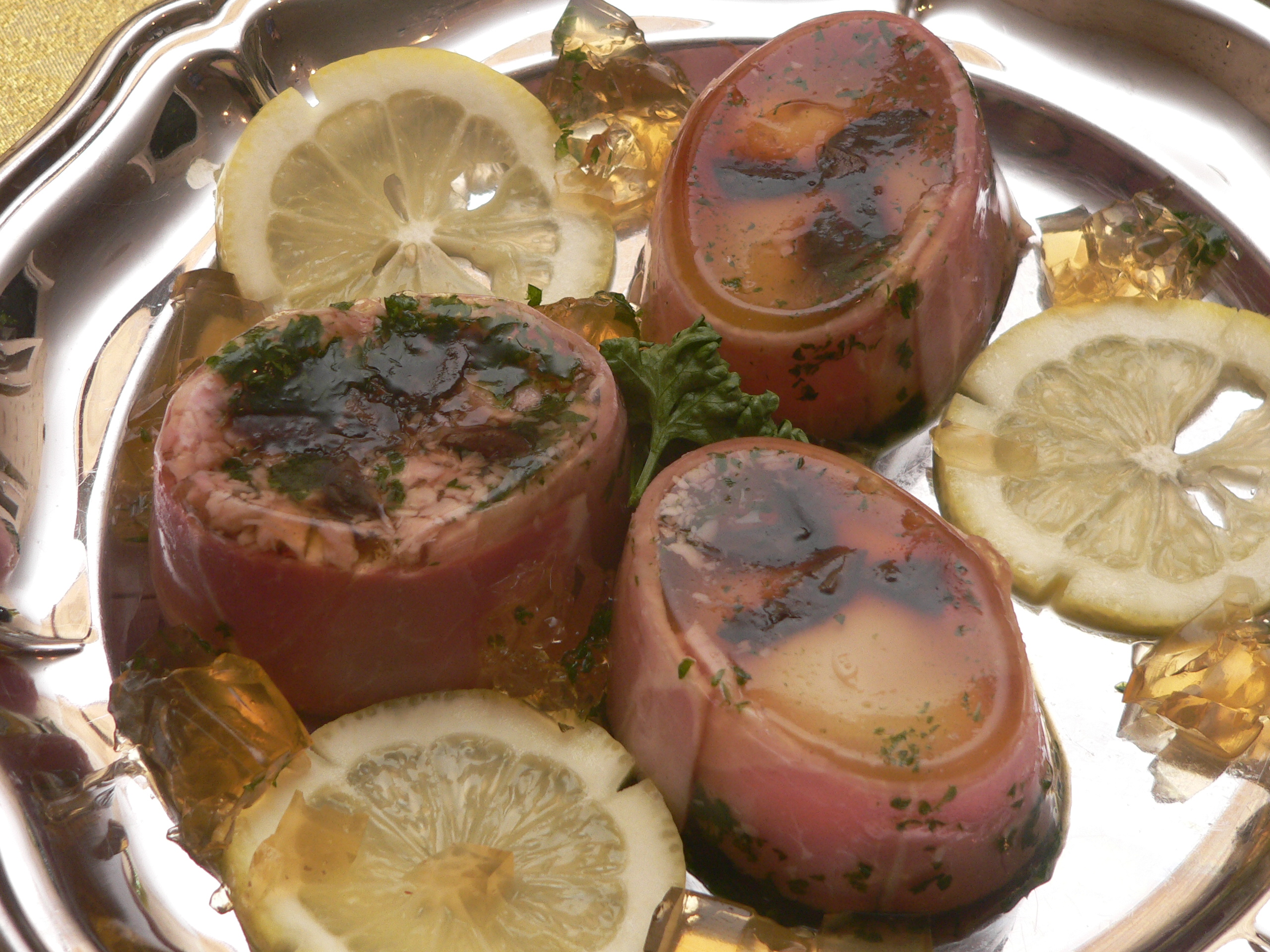
البيض في الهلام اللحمي

### 1-استخدام الجيلاتين في عمليات التصنيع الغذائي
يدخل الجيلاتين في تصنيع العديد من الأغذية بسبب صفاته الوظيفية الآنفة الذكر. فعلى سبيل المثال، فان الجيلاتين يدخل في صناعة الألبان كعامل مجلتن وبصناعة الآيس كريم كمادة مثبتة، حيث يعتقد أن الجيلاتين يثبط تكوين الحبيبات الثلجية Crystals ويثبط حدوث تحبب اللاكتوز خلال عملية الحفظ بالتجميد.
كذلك فان الجيلاتين يدخل في صناعة الأجبان مثل جبن الحلوم، إضافة لاستخدامه في صناعة الحلويات المختلفة وصناعة الشوكولاته، كما يدخل في صناعة أنواع اللبان المختلفة لإعطاء الليونة للمنتج ويدخل أيضاً في إنتاج زبدة المارجرين كمادة مستحلِبة بسبب قابلية الجيلاتين العالية للارتباط بالماء، كما أن الجيلاتين يدخل في صناعة السكاكر ومنتجات اللحوم وفي صناعة العصائر حيث أن إضافة الجيلاتين إلى المنتج الغذائي سوف يضمن قوام ناعم ويزيل القوام الحُبيبي في المنتج الغذائي ويسمح بتحرر النكهات الاروماتية المتواجدة في المنتج.
لا تقتصر أهمية إضافة الجيلاتين على صفاته الوظيفية بل أن الجيلاتين يضاف للمنتج الغذائي كمصدر بروتيني كما هو الحال في المشروبات الرياضية (مشروبات الطاقة) إضافة لاستخداماته المتعددة على سبيل المثال في صناعة السلامي أو السجق، حيث يستخدم الجيلاتين كطبقة خارجية لحماية المنتج من الجفاف إضافة لحمايته من الأكسدة خاصة في إنتاج النقانق.
كما يستخدم الجيلاتين مع الروبيان والعديد من الأطعمة البحرية مثل سرطان البحر لتصبح هذه الأطعمة أكثر جاذبية للمستهلك إضافة لحماية هذه الأطعمة من الضوء والأكسدة.
كذلك يستخدم الكولاجين المستخلص من الجلود لعمل مواد الاستحلاب والتي عادة ما تستخدم في المنتجات الحيوانية بسبب قابليتها للارتباط بالدهون وبكميات كبيرة وبالتالي تكون لها فائدة كبيرة لاستخدامها كمادة (مالئة) لمنتجات اللحوم المختلفة.

### 2- استخدام الجيلاتين في إنتاج المستلزمات الصيدلانية
لا يقتصر استخدام الجيلاتين على الأغذية ومنتجاتها بل يتعداه لاستخدامات عديدة خاصة في صناعة المستلزمات الصيدلانية حيث تشكل كمية استخدامه في تلك الصناعات بحوالي %6,5 من كمية إنتاج الجيلاتين الكلية.
فعلى سبيل المثال لا الحصر يستخدم الجيلاتين في صناعة الكبسولات الطبية على اختلاف أنواعها، والتي عادة ما تملأ بحبيبات صلبة مطحونة، أو نصف صلبة في حين تحوي الكبسولات الصلبة على مواد صيدلانية سائلة، حيث توفر هذه الكبسولات طريقة مثالية لتوصيل الجرعات الطبية (الدوائية)، كذلك يستخدم الجيلاتين في تغليف الحبوب حيث يتم تغطيس هذه الحبوب بالجيلاتين أو يتم رشها به.
إن استخدام الجيلاتين في صناعة الكبسولات والحبوب ذات فائدة كبيرة وعديدة فعلى سبيل المثال تسهل في عملية بلع المادة العلاجية (الدواء) وتُجنب الطعم غير المرغوب فيه، إضافة لمنع وصول الرطوبة، الحرارة، الضوء والأوكسجين للمادة المستخدمة بالدواء نفسه.
كما أن الجيلاتين يدخل أيضاً في صناعة الضمادات الجراحية وفي صناعة المواد الغروية التي تستخدم كبديل لبلازما الدم وإن ملائمة الجيلاتين للأنسجة البشرية يجعله ذات أهمية كبيرة في استخدامه لعلاج الجروح.
إن الجيلاتين يدخل أيضا في صناعة مواد التجميل المختلفة باعتباره مادة مثبتة إضافة لصفاته الاستحلابية، كما أنه يدخل في صناعة العديد من المراهم الطبية كما هو الحال في صناعة ألمراهم الواقية وكذلك صناعة جيلاتين الزنك.
الكشف عن نوعية (مصدر) الجيلاتين يمكن أن تبرز أهمية الكشف عن نوعية الجيلاتين (مصدره) بعد معرفتنا بإمكانية استخدام الجيلاتين ومنه ذات المصدر الخنزيري في العديد من المنتجات الغذائية بسبب الصفات الوظيفية المتعددة التي يمنحها الجيلاتين للمنتج الغذائي فعلى سبيل المثال يمكن أن يستخدم كعوامل استحلاب وعوامل مثخنة أو لإعطاء اللزوجة للمنتج وزيادة مرونته إضافة لاستخدام الجيلاتين كعامل شد بالمنتجات الغذائية المختلفة.
ومن أجل الكشف عن الجيلاتين وتحديد مصدره فمن الواجب استخدام طرق التشخيص الجزيئي والمعتمدة على المحتوى الوراثي (DNA) لتمييز مصدر الجيلاتين خاصة إذا علمنا أن تقنيات التشخيص المناعي والتي تعتمد على ارتباط الأجسام المضادة بالمستضدات والتي تعتمد عليها تقنية الامتصاص المناعي المرتبط بالإنزيم Enzyme Linked Immuno Sorbant Assay - ELIS تعطي في أغلب الأحيان نتائج موجبة أو سالبة خاطئة عند استخدامها للكشف عن مصدر الجيلاتين بالعينة الغذائية.
تعتبر تقنية التفاعل المتسلسل لإنزيم البلمرة والتي تسمى Technique - PCR Polymerase Chain Reaction واحدة من أدق التقنيات المستخدمة لهذا الغرض والتي لها القدرة في الكشف عن تتابعات نيوكليوتيدية معينة ضمن جين السايتوكروم بـ Cytochrome B gene وباستخدام بوادئ خاصة، حيث يمكن لهذه البوادئ أن تلتحم مع تلك التتابعات.
ومن خلال تطبيق تقنية الـ PCR سوف يتم تضخيم تلك القطع ومن خلال استخدام مجسات تهجين متخصصة يتم الكشف عن نواتج التضخيم وبالتالي يمكننا الكشف عن الجيلاتين ذات المصدر الخنزيري في تلك العينة، ومن الضروري عند إجراء هذا الفحص استخدام عينات سيطرة موجبة وأخرى سالبة للتأكد من كفاءة عملية التضخيم باستخدام تقنية الـ PCR إضافة لاستخدام عينات سيطرة موجبة وأخرى سالبة للتأكد من كفاءة عملية التهجين Hybridization.
كذلك من الواجب أيضا استخدام عينات سيطرة موجبة (مثل طبقات جيلاتينية أو مسحوق الجيلاتين ذات مصدر خنزيري) كذلك عينات سيطرة سالبة (الجيلاتين ذات مصدر بقري) للتأكد من النتائج المحصل عليها أثناء إجراء الفحص.